# Karainagar
 (mai 2016).
Si vous disposez d'ouvrages ou d'articles de référence ou si vous connaissez des sites web de qualité traitant du thème abordé ici, merci de compléter l'article en donnant les références utiles à sa vérifiabilité et en les liant à la section « Notes et références ».
Karainagar (tamoul : காரை நகர், prononcé Kaarai-Nagar) est une ville du nord du Sri Lanka située sur l'île de Karaitivu, 20 km à l'est de Jaffna. Son nom tamoul signifie lieu planté de beaucoup d'arbres Kaarai. Sa superficie est d'environ 10 km2. 30 % de cette surface est consacrée à la culture du riz.
Aux élections de 1977, il y avait 20 000 votants enregistrés. Après les années de guerre civile, la population actuelle serait de 11 000 habitants.

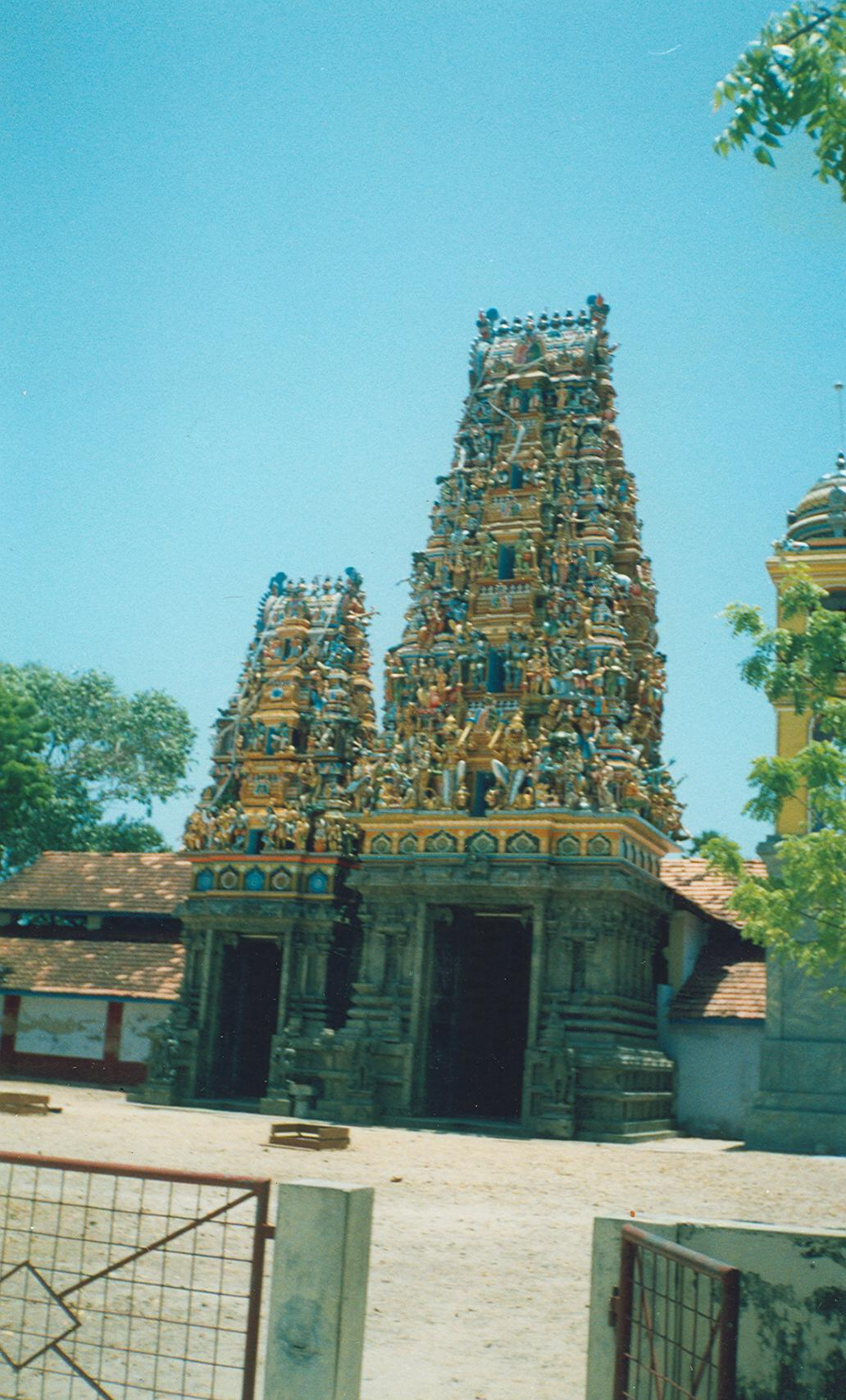
Le temple de Shiva de Karainagar.

La ville possède de nombreux temples d'origine récente (XIXe siècle) et une belle plage, Casuarina Beach (en), bordée d'arbres du genre Casuarina.